# Château du Mazeau (Creuse)
Pour les articles homonymes, voir Château du Mazeau.
Le château du Mazeau est situé sur la commune de Peyrat-la-Nonière, dans le département de la Creuse, région Nouvelle-Aquitaine, France.

## Historique
Le château est inscrit au titre des monuments historiques en 2016.

## Architecture

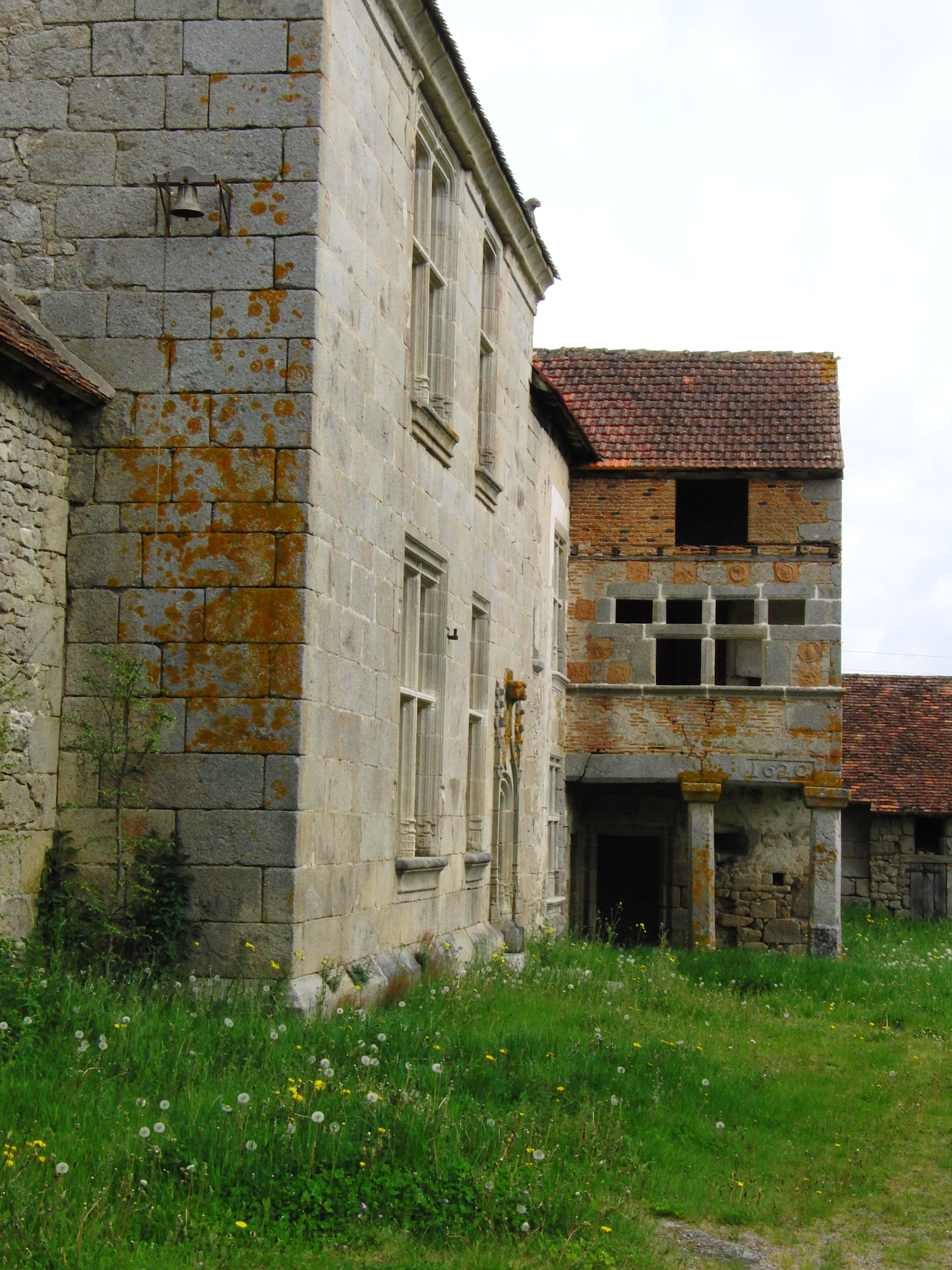
Fenêtres à meneaux du XVIe siècle, avant rénovation.

Le corps de logis comprend, au rez-de-chaussée, une vaste salle dont l'accès s'effectue par une porte à accolade. L'aile au retour au nord comprend une tour d'escalier avec une galerie couverte au-dessus de laquelle on distingue des motifs décoratifs en terre cuite. 
Au sud se trouvent les ruines de la tour ronde (pigeonnier ?) détruite à la fin du XIXe siècle. Dans la cour se trouvait une chapelle, totalement rasée  par Gilles Gerbaud.
Le château est toujours entouré de son moulin à eau (sur la Voueize) et de granges sur son ancien domaine.